# Demarziella eungella
Demarziella eungella là một loài bọ cánh cứng trong họ Bọ hung (Scarabaeidae).